# Észak-Amerika legforgalmasabb repülőterei utasforgalom alapján

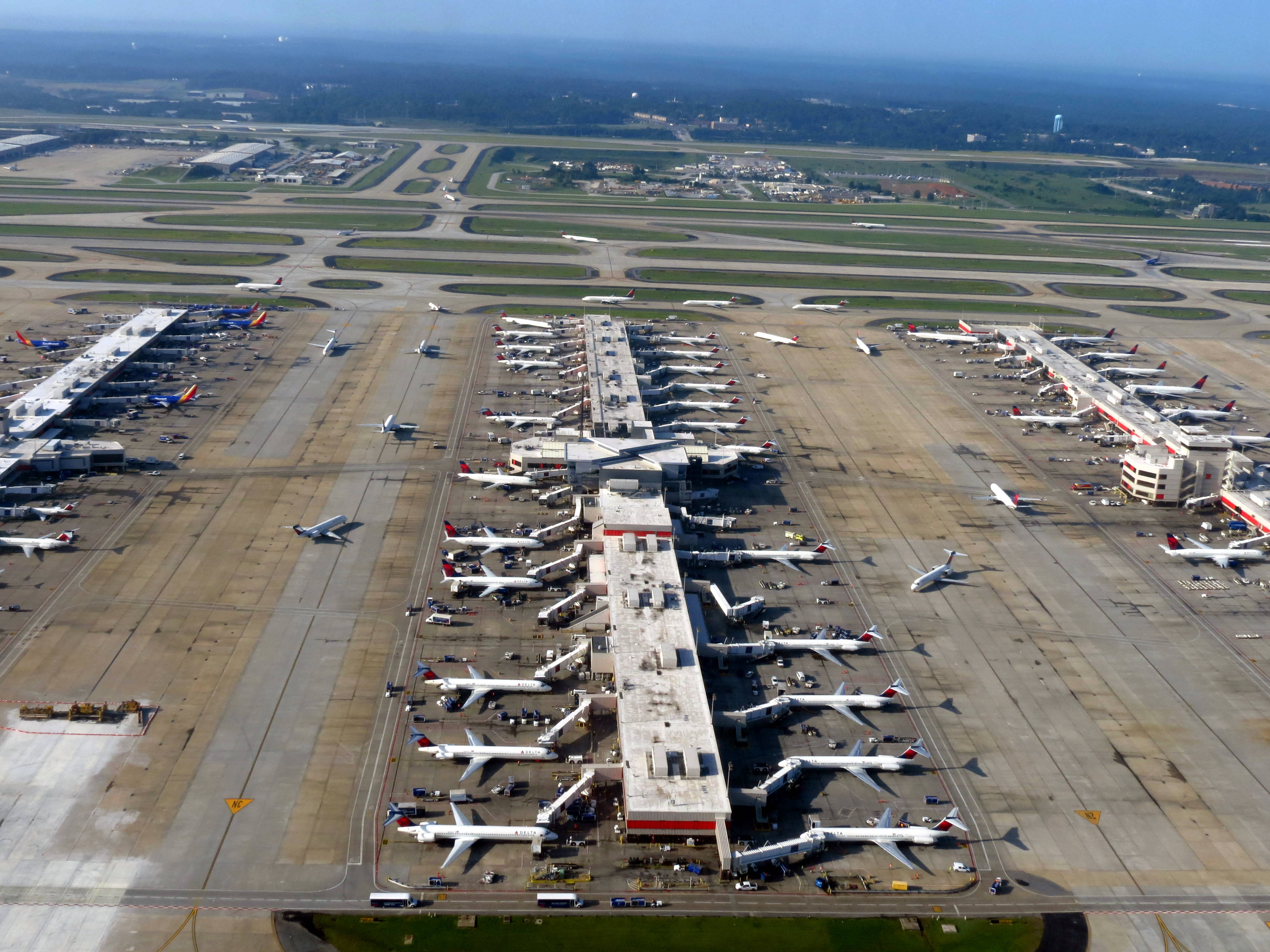
Hartsfield–Jackson Atlanta nemzetközi repülőtér a legforgalmasabb észak-amerikai repülőtér 1998 óta

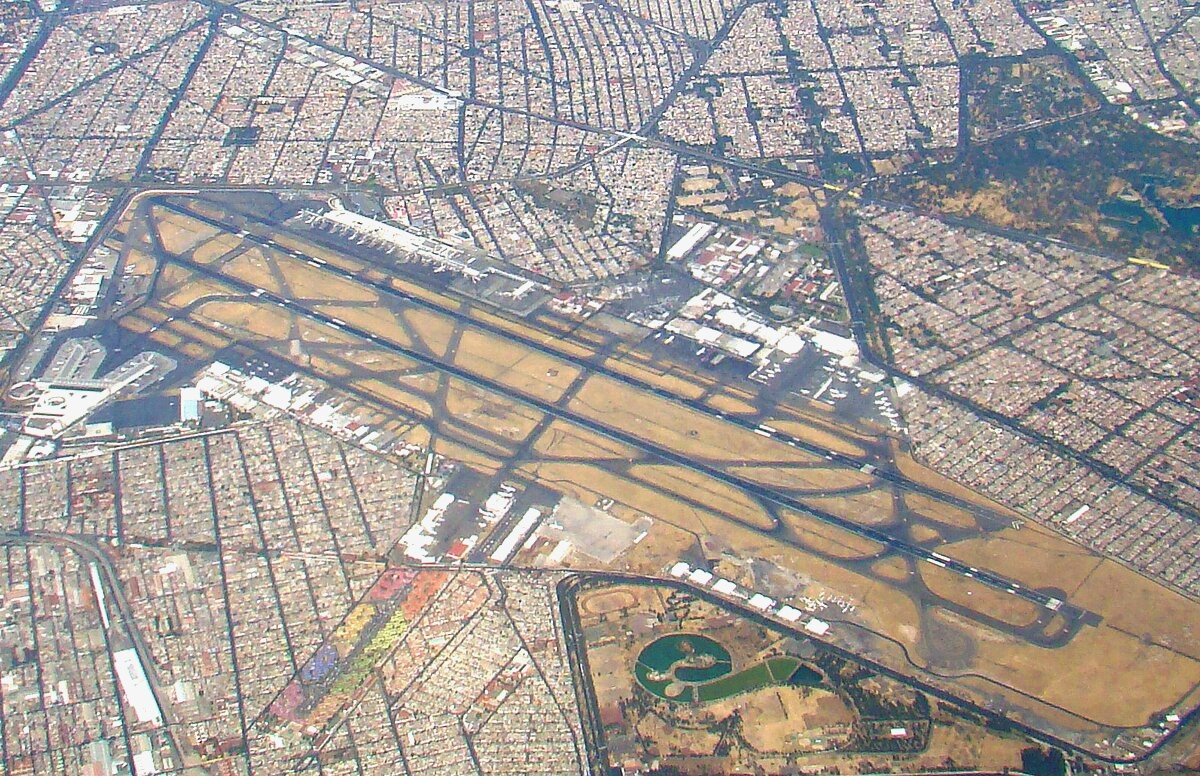
Mexico City nemzetközi repülőtér immár harmadik éve Észak-Amerika legforgalmasabb repülőtere az Egyesült Államokon kívül.

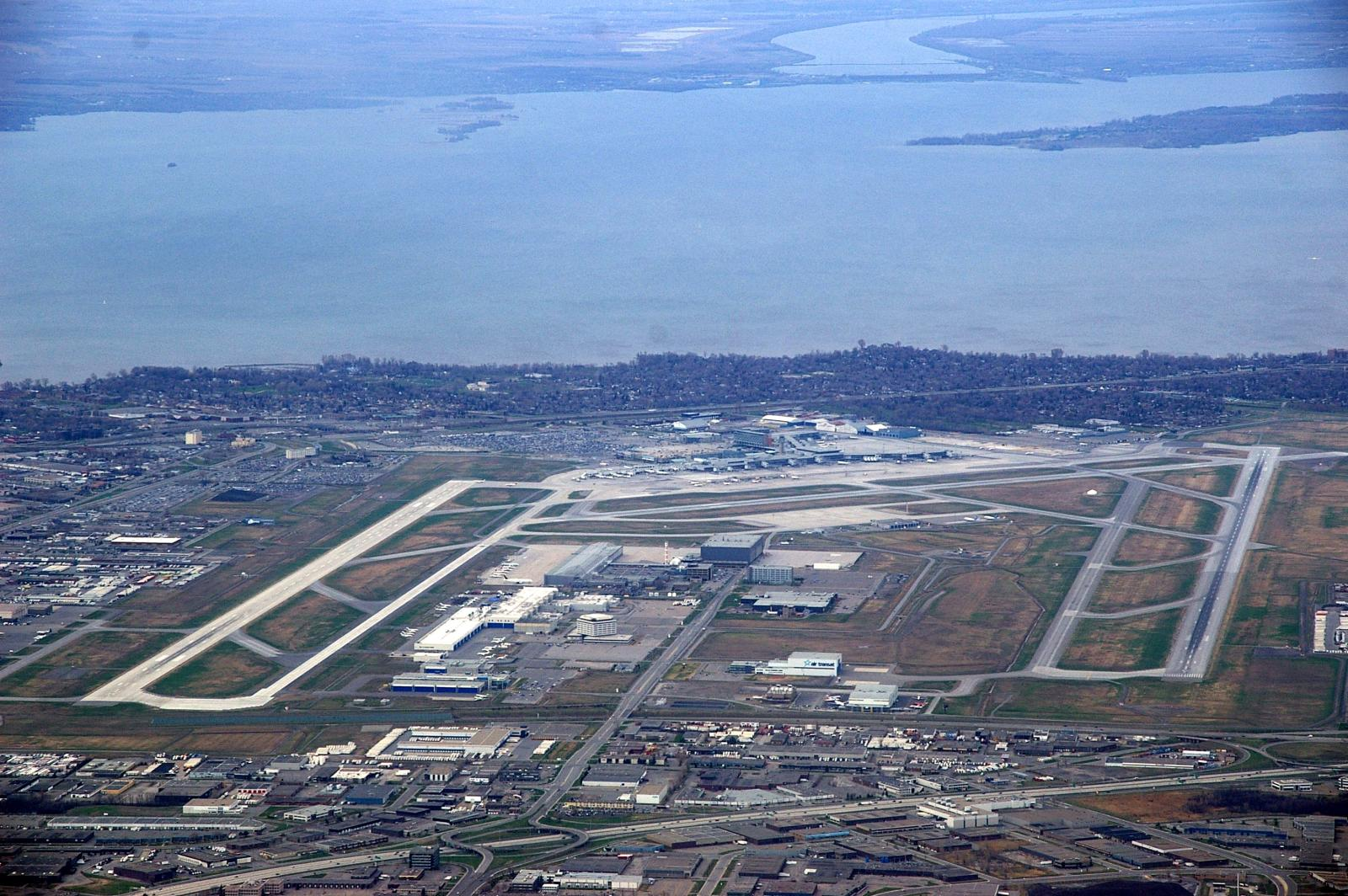
Montréal-Trudeau nemzetközi repülőtér, ahol az utasforgalom a legnagyobb mértékben élénkült 2022-ben, több mint háromszor annyi utassal, mint egy évvel korábban

Ez a szócikk Észak-Amerika 50 legforgalmasabb repülőterének listája az utasforgalma alapján. A lista az éves összes utasszám alapján van rangsorolva. Az adatok az Airports Council International éves jelentéseiből származnak. A táblázatok az összes utas százalékos változását is mutatják az egyes repülőterek esetében, valamint a rangsor változását az előző évhez képest.

## A lista

### 2023
| Helyezés | Helyezés változása 2021/2022 | Repülőtér                                        | Kiszolgált város                    | Ország           | Utasszám    | Változás százalékban |
| -------- | ---------------------------- | ------------------------------------------------ | ----------------------------------- | ---------------- | ----------- | -------------------- |
| 1        | Állandó                      | Hartsfield–Jackson Atlanta nemzetközi repülőtér  | Atlanta                             | Egyesült Államok | 104 653 451 | 11,7%                |
| 2        | Állandó                      | Dallas Fort Worth nemzetközi repülőtér           | Dallas–Fort Worth                   | Egyesült Államok | 81 755 538  | 11,4%                |
| 3        | Állandó                      | Denver nemzetközi repülőtér                      | Denver                              | Egyesült Államok | 77 837 917  | 12,3%                |
| 4        | 1                            | Los Angeles nemzetközi repülőtér                 | Los Angeles                         | Egyesült Államok | 75 050 875  | 13,8%                |
| 5        | 1                            | O'Hare nemzetközi repülőtér                      | Chicago                             | Egyesült Államok | 73 894 226  | 8,1%                 |
| 6        | Állandó                      | John F. Kennedy nemzetközi repülőtér             | New York City                       | Egyesült Államok | 62 464 331  | 13,0%                |
| 7        | 2                            | Orlando nemzetközi repülőtér                     | Orlando                             | Egyesült Államok | 57 735 726  | 15,1%                |
| 8        | 1                            | Harry Reid nemzetközi repülőtér                  | Las Vegas                           | Egyesült Államok | 57 666 456  | 9,4%                 |
| 9        | 1                            | Charlotte Douglas nemzetközi repülőtér           | Charlotte                           | Egyesült Államok | 53 445 770  | 11,9%                |
| 10       | 2                            | Miami nemzetközi repülőtér                       | Miami                               | Egyesült Államok | 52 340 934  | 3,3%                 |
| 11       | 1                            | Seattle–Tacoma nemzetközi repülőtér              | Seattle-Tacoma                      | Egyesült Államok | 50 877 260  | 10,7%                |
| 12       | 3                            | San Francisco nemzetközi repülőtér               | San Francisco                       | Egyesült Államok | 50 196 094  | 18,7%                |
| 13       | 1                            | Newark Liberty nemzetközi repülőtér              | Newark                              | Egyesült Államok | 49 084 774  | 12,7%                |
| 14       | 1                            | Phoenix Sky Harbor nemzetközi repülőtér          | Phoenix                             | Egyesült Államok | 48 654 432  | 9,6%                 |
| 15       | 4                            | Mexico City nemzetközi repülőtér                 | Mexico City                         | Mexikó           | 48 415 693  | 4,8%                 |
| 16       | Állandó                      | George Bush Intercontinental repülőtér           | Houston                             | Egyesült Államok | 46 192 499  | 12,7%                |
| 17       | 1                            | Toronto Pearson nemzetközi repülőtér             | Toronto                             | Kanada           | 44 761 805  | 25,6%                |
| 18       | 1                            | Logan nemzetközi repülőtér                       | Boston                              | Egyesült Államok | 40 861 658  | 13,2%                |
| 19       | Állandó                      | Fort Lauderdale-Hollywood nemzetközi repülőtér   | Fort Lauderdale                     | Egyesült Államok | 35 115 485  | 10,8%                |
| 20       | Állandó                      | Minneapolis–Saint Paul nemzetközi repülőtér      | Minneapolis-Saint Paul              | Egyesült Államok | 34 770 800  | 11,2%                |
| 21       | Állandó                      | Cancún nemzetközi repülőtér                      | Cancún                              | Mexikó           | 32 750 413  | 7,9%                 |
| 22       | Állandó                      | LaGuardia repülőtér                              | New York City                       | Egyesült Államok | 32 384 960  | 11,7%                |
| 23       | Állandó                      | Detroit Metropolitan repülőtér                   | Detroit                             | Egyesült Államok | 31 453 486  | 11,7%                |
| 24       | 1                            | Philadelphia International Airport               | Philadelphia                        | Egyesült Államok | 28 131 972  | 12,6%                |
| 25       | 1                            | Salt Lake City nemzetközi repülőtér              | Salt Lake City                      | Egyesült Államok | 26 952 754  | 4,7%                 |
| 26       | 1                            | Baltimore/Washington nemzetközi repülőtér        | Baltimore-Washington                | Egyesült Államok | 26 200 143  | 14,9%                |
| 27       | 1                            | Ronald Reagan Washington National repülőtér      | Washington                          | Egyesült Államok | 25 425 394  | 6,2%                 |
| 28       | 6                            | Vancouver nemzetközi repülőtér                   | Vancouver                           | Kanada           | 24 938 184  | 31,2%                |
| 29       | 1                            | Dulles nemzetközi repülőtér                      | Washington                          | Egyesült Államok | 24 894 553  | 17,3%                |
| 30       | 2                            | San Diego nemzetközi repülőtér                   | San Diego                           | Egyesült Államok | 24 061 607  | 9,3%                 |
| 31       | 2                            | Tampa nemzetközi repülőtér                       | Tampa                               | Egyesült Államok | 23 947 891  | 11,2%                |
| 32       | Állandó                      | Nashville nemzetközi repülőtér                   | Nashville                           | Egyesült Államok | 22 877 671  | 5,7%                 |
| 33       | 2                            | Austin–Bergstrom nemzetközi repülőtér            | Austin                              | Egyesült Államok | 22 095 876  | 4,8%                 |
| 34       | 1                            | Midway nemzetközi repülőtér                      | Chicago                             | Egyesült Államok | 22 050 489  | 10,7%                |
| 35       | Állandó                      | Daniel K. Inouye nemzetközi repülőtér            | Honolulu                            | Egyesült Államok | 21 363 932  | 15,7%                |
| 36       | Állandó                      | Montréal-Trudeau nemzetközi repülőtér            | Montréal                            | Kanada           | 21 173 941  | 32,5%                |
| 37       | 3                            | Calgary nemzetközi repülőtér                     | Calgary                             | Kanada           | 18 493 523  | 28,0%                |
| 38       | 1                            | Portland nemzetközi repülőtér                    | Portland                            | Egyesült Államok | 17 824 178  | 20,3%                |
| 39       | 1                            | Guadalajara nemzetközi repülőtér                 | Guadalajara                         | Mexikó           | 17 678 839  | 13.51%               |
| 40       | 3                            | Dallas Love Field                                | Dallas                              | Egyesült Államok | 17 575 466  | 10,1%                |
| 41       | Állandó                      | St. Louis Lambert nemzetközi repülőtér           | St. Louis                           | Egyesült Államok | 14 886 000  | 8,9%                 |
| 42       | 4                            | Raleigh–Durham nemzetközi repülőtér              | Raleigh, Durham                     | Egyesült Államok | 14 523 996  | 22,6%                |
| 43       | 1                            | William P. Hobby repülőtér                       | Houston                             | Egyesült Államok | 13 908 466  | 6,1%                 |
| 44       | 6                            | Monterrey nemzetközi repülőtér                   | Monterrey                           | Mexikó           | 13 326 936  | 21,8%                |
| 45       | 1                            | Tijuana nemzetközi repülőtér                     | Tijuana                             | Mexikó           | 13 180 604  | 7,1%                 |
| 46       | 3                            | Sacramento nemzetközi repülőtér                  | Sacramento                          | Egyesült Államok | 12 977 001  | 5,4%                 |
| 47       | 2                            | Louis Armstrong New Orleans nemzetközi repülőtér | New Orleans                         | Egyesült Államok | 12 738 847  | 7,1%                 |
| 48       | Állandó                      | San Jose nemzetközi repülőtér                    | San Jose                            | Egyesült Államok | 12 097 160  | 6,7%                 |
| 49       | 2                            | John Wayne repülőtér                             | Santa Ana/Orange County, California | Egyesült Államok | 11 741 325  | 3,3%                 |
| 50       | New entry                    | Kansas City nemzetközi repülőtér                 | Kansas City                         | Egyesült Államok | 11 545 742  | 17,1%                |

### 2022
| Helyezés | Helyezés változása 2021/2022 | Repülőtér                                        | Kiszolgált város                    | Ország           | Utasszám   | Változás százalékban |
| -------- | ---------------------------- | ------------------------------------------------ | ----------------------------------- | ---------------- | ---------- | -------------------- |
| 1        | Állandó                      | Hartsfield–Jackson nemzetközi repülőtér          | Atlanta                             | Egyesült Államok | 93 699 630 | 23,8%                |
| 2        | Állandó                      | Dallas/Fort Worth nemzetközi repülőtér           | Dallas–Fort Worth metroplex         | Egyesült Államok | 73 362 946 | 17,4%                |
| 3        | Állandó                      | Denveri nemzetközi repülőtér                     | Denver                              | Egyesült Államok | 69 286 461 | 17,8%                |
| 4        | Állandó                      | O'Hare nemzetközi repülőtér                      | Chicago                             | Egyesült Államok | 68 340 619 | 26,5%                |
| 5        | Állandó                      | Los Angeles-i nemzetközi repülőtér               | Los Angeles                         | Egyesült Államok | 65 924 298 | 37,3%                |
| 6        | 8                            | John Fitzgerald Kennedy nemzetközi repülőtér     | New York                            | Egyesült Államok | 55 175 249 | 79,2%                |
| 7        | 1                            | Harry Reid nemzetközi repülőtér                  | Las Vegas                           | Egyesült Államok | 52 667 741 | 32,6%                |
| 8        | 2                            | Miami nemzetközi repülőtér                       | Miami                               | Egyesült Államok | 50 684 396 | 35,9%                |
| 9        | 2                            | Orlandói nemzetközi repülőtér                    | Orlando                             | Egyesült Államok | 50 178 499 | 24,4%                |
| 10       | 4                            | Charlotte Douglas nemzetközi repülőtér           | Charlotte                           | Egyesült Államok | 47 758 605 | 10,3%                |
| 11       | 1                            | Benito Juárez nemzetközi repülőtér               | Mexikóváros                         | Mexikó           | 46 200 529 | 28,23%               |
| 12       | 1                            | Seattle–Tacoma nemzetközi repülőtér              | Seattle-Tacoma                      | Egyesült Államok | 45 964 321 | 27,1%                |
| 13       | 4                            | Phoenix Sky Harbor nemzetközi repülőtér          | Phoenix                             | Egyesült Államok | 44 397 854 | 14,3%                |
| 14       | 1                            | Newark Liberty nemzetközi repülőtér              | Newark                              | Egyesült Államok | 43 402 059 | 49,4%                |
| 15       | 3                            | San Franciscó-i nemzetközi repülőtér             | San Francisco                       | Egyesült Államok | 42 281 641 | 73,7%                |
| 16       | 3                            | George Bush interkontinentális repülőtér         | Houston                             | Egyesült Államok | 40 977 839 | 21,7%                |
| 17       | 3                            | Logan nemzetközi repülőtér                       | Boston                              | Egyesült Államok | 36 090 176 | 59,1%                |
| 18       | 16                           | Toronto Pearson nemzetközi repülőtér             | Toronto                             | Kanada           | 35 600 000 | 180,8%               |
| 19       | 3                            | Fort Lauderdale–Hollywood nemzetközi repülőtér   | Fort Lauderdale                     | Egyesült Államok | 31 686 404 | 12,9%                |
| 20       | 3                            | Minneapolis–Saint Paul nemzetközi repülőtér      | Minneapolis-Saint Paul              | Egyesült Államok | 31 241 822 | 24,0%                |
| 21       | 1                            | Cancúni nemzetközi repülőtér                     | Cancún                              | Mexikó           | 30 342 961 | 35,95%               |
| 22       | 6                            | LaGuardia repülőtér                              | New York City                       | Egyesült Államok | 29 040 963 | 87%                  |
| 23       | 4                            | Detroit Metropolitan repülőtér                   | Detroit                             | Egyesült Államok | 28 160 572 | 19,3%                |
| 24       | 3                            | Salt Lake City nemzetközi repülőtér              | Salt Lake City                      | Egyesült Államok | 25 752 783 | 15,1%                |
| 25       | 2                            | Philadelphiai nemzetközi repülőtér               | Philadelphia                        | Egyesült Államok | 25 242 133 | 28,5%                |
| 26       | 5                            | Ronald Reagan Washingtoni nemzeti repülőtér      | Washington                          | Egyesült Államok | 23 961 442 | 70,6%                |
| 27       | 3                            | Baltimore–Washington nemzetközi repülőtér        | Baltimore–Washington                | Egyesült Államok | 22 804 744 | 20,9%                |
| 28       | 1                            | San Diego nemzetközi repülőtér                   | San Diego                           | Egyesült Államok | 22 009 921 | 41,1%                |
| 29       | 4                            | Tampai nemzetközi repülőtér                      | Tampa                               | Egyesült Államok | 21 527 863 | 18,8%                |
| 30       | Állandó                      | Dulles nemzetközi repülőtér                      | Washington                          | Egyesült Államok | 21 376 896 | 42,4%                |
| 31       | 1                            | Austin-Bergstrom nemzetközi repülőtér            | Austin                              | Egyesült Államok | 21 089 289 | 55,4%                |
| 32       | 3                            | Nashville-i nemzetközi repülőtér                 | Nashville                           | Egyesült Államok | 20 045 685 | 29,2%                |
| 33       | 7                            | Midway nemzetközi repülőtér                      | Chicago                             | Egyesült Államok | 19 916 643 | 25,3%                |
| 34       | New entry                    | Vancouver nemzetközi repülőtér                   | Vancouver                           | Kanada           | 19 013 416 | 168,3%               |
| 35       | 1                            | Daniel K. Inouye nemzetközi repülőtér            | Honolulu                            | Egyesült Államok | 18 346 044 | 52,1%                |
| 36       | New entry                    | Montréal-Trudeau nemzetközi repülőtér            | Montréal                            | Kanada           | 15 973 242 | 207,1%               |
| 37       | 4                            | Dallas-Love repülőtér                            | Dallas                              | Egyesült Államok | 15 685 850 | 17,8%                |
| 38       | 3                            | Guadalajarai nemzetközi repülőtér                | Guadalajara                         | Mexikó           | 15 574 002 | 27,56%               |
| 39       | 2                            | Portlandi nemzetközi repülőtér                   | Portland                            | Egyesült Államok | 14 818 654 | 25,5%                |
| 40       | New entry                    | Calgary nemzetközi repülőtér                     | Calgary                             | Kanada           | 14 452 059 | 128,4%               |
| 41       | 2                            | St. Louis-Lambert nemzetközi repülőtér           | St. Louis                           | Egyesült Államok | 13 665 517 | 32,0%                |
| 42       | 4                            | William P. Hobby repülőtér                       | Houston                             | Egyesült Államok | 13 113 866 | 15,9%                |
| 43       | 2                            | Sacramentói nemzetközi repülőtér                 | Sacramento                          | Egyesült Államok | 12 313 370 | 26,9%                |
| 44       | 2                            | Tijuanai nemzetközi repülőtér                    | Tijuana                             | Mexikó           | 12 308 370 | 27,34%               |
| 45       | 1                            | Louis Armstrong New Orleans nemzetközi repülőtér | New Orleans                         | Egyesült Államok | 11 895 985 | 47,5%                |
| 46       | 3                            | Raleigh–Durham nemzetközi repülőtér              | Raleigh Durham                      | Egyesült Államok | 11 842 330 | 34,6%                |
| 47       | Állandó                      | John Wayne repülőtér                             | Santa Ana/Orange megye (Kalifornia) | Egyesült Államok | 11 360 839 | 47,5%                |
| 48       | 2                            | San José nemzetközi repülőtér                    | San Jose                            | Egyesült Államok | 11 333 723 | 54,0%                |
| 49       | 4                            | Oaklandi nemzetközi repülőtér                    | Oakland                             | Egyesült Államok | 11 146 229 | 36,9%                |
| 50       | 6                            | Monterreyi nemzetközi repülőtér                  | Monterrey                           | Mexikó           | 10 943 186 | 32,33%               |